# Chris Wyles

a Compétitions nationales et continentales officielles uniquement.

b Matchs officiels uniquement.
Dernière mise à jour le 29 mai 2018.
Christopher Thomas Wyles dit « Chris Wyles », est né le 13 septembre 1983 à Stamford (État du Connecticut, États-Unis). C'est un joueur international américain de rugby à XV et de rugby à VII évoluant au poste d'ailier, d'arrière ou de centre (1,83 m pour 94 kg). Il joue au sein du club londonien des Saracens en Premiership depuis 2008, ainsi qu'en équipe des États-Unis depuis 2007.

## Biographie

### Carrière internationale
Il obtient sa première cape internationale le 18 mai 2007 à l’occasion d’un match contre les England Saxons à Stockport (Angleterre). Il dispute à deux reprises la Coupe du monde, lors des éditions 2007 et 2011, pour un total de 7 matchs.

## Palmarès

### En club
- Vainqueur de la Coupe d'Europe en 2016 et 2017
- Vainqueur de la Premiership en 2011, 2015, 2016 et 2018
- Vainqueur de la Coupe anglo-galloise en 2015
- Finaliste de la Coupe d'Europe en 2014
- Finaliste de la Premiership en 2010 et 2014

### Distinctions personnelles
- Record du nombre d'essais marqués en Coupe du monde avec l'équipe des États-Unis (4)
- Record (ex æquo avec Mike MacDonald) du nombre de matchs disputés en Coupe du monde avec l'équipe des États-Unis (11)
- 2e meilleur marqueur d'essais (ex æquo avec son coéquipier Chris Ashton) de la Premiership en 2015 (13)

## Statistiques en équipe nationale
- 54 sélections (51 fois titulaire, 3 fois remplaçant)
- 222 points (16 essais, 23 transformations, 31 pénalités, 1 drop)
- 8 fois capitaine depuis le 18 juillet 2015
- Sélections par année : 7 en 2007, 6 en 2008, 7 en 2009, 3 en 2010, 3 en 2011, 5 en 2012, 8 en 2013, 6 en 2014, 9 en 2015

En Coupe du monde :
- 2007 : 4 sélections (Angleterre, Tonga, Samoa, Afrique du Sud)
- 2011 : 3 sélections (Russie, Australie, Italie)
- 2015 : 4 sélections (Samoa, Écosse, Afrique du Sud, Japon)